# Caravagismo

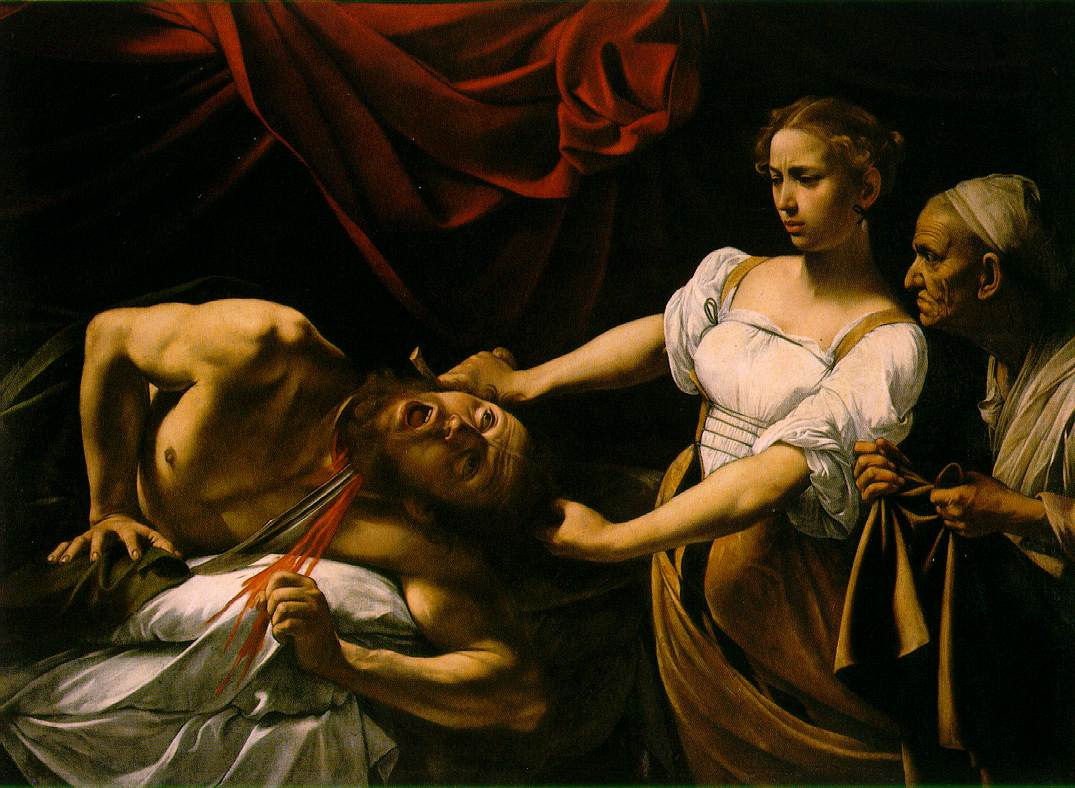
Judith decapitando a Holofernes
Caravaggio, 1598-1599
Galeria Nacional de Arte Antiga, Roma

O caravagismo foi uma corrente seguidora do barroco, que ocorreu principalmente no século XVI, que designa o estilo dos artistas que se inspiraram na obra do pintor italiano, Michelangelo Merisi da Caravaggio. Estes artistas também são conhecidos como tenebristas, na sua utilização da técnica do claro-escuro. Em outras ocasiões, referindo-se ao seu naturalismo ou realismo. Pintores caravagistas reproduzem a figura com grande realismo, freqüentemente representando-a contra um fundo monocromático, e iluminado por uma luz violenta.
Originou-se em Roma no início do século XVII, e desenvolveu-se aproximadamente entre 1590 e 1650. Os artistas principais da corrente caravagista foram: Bartolomeo Manfredi, Orazio Gentileschi e Artemisia Gentileschi, Gerrit van Honthorst, Hendrick ter Brugghen, Giovanni Serodine, Battistello Caracciolo e José de Ribera.

## História

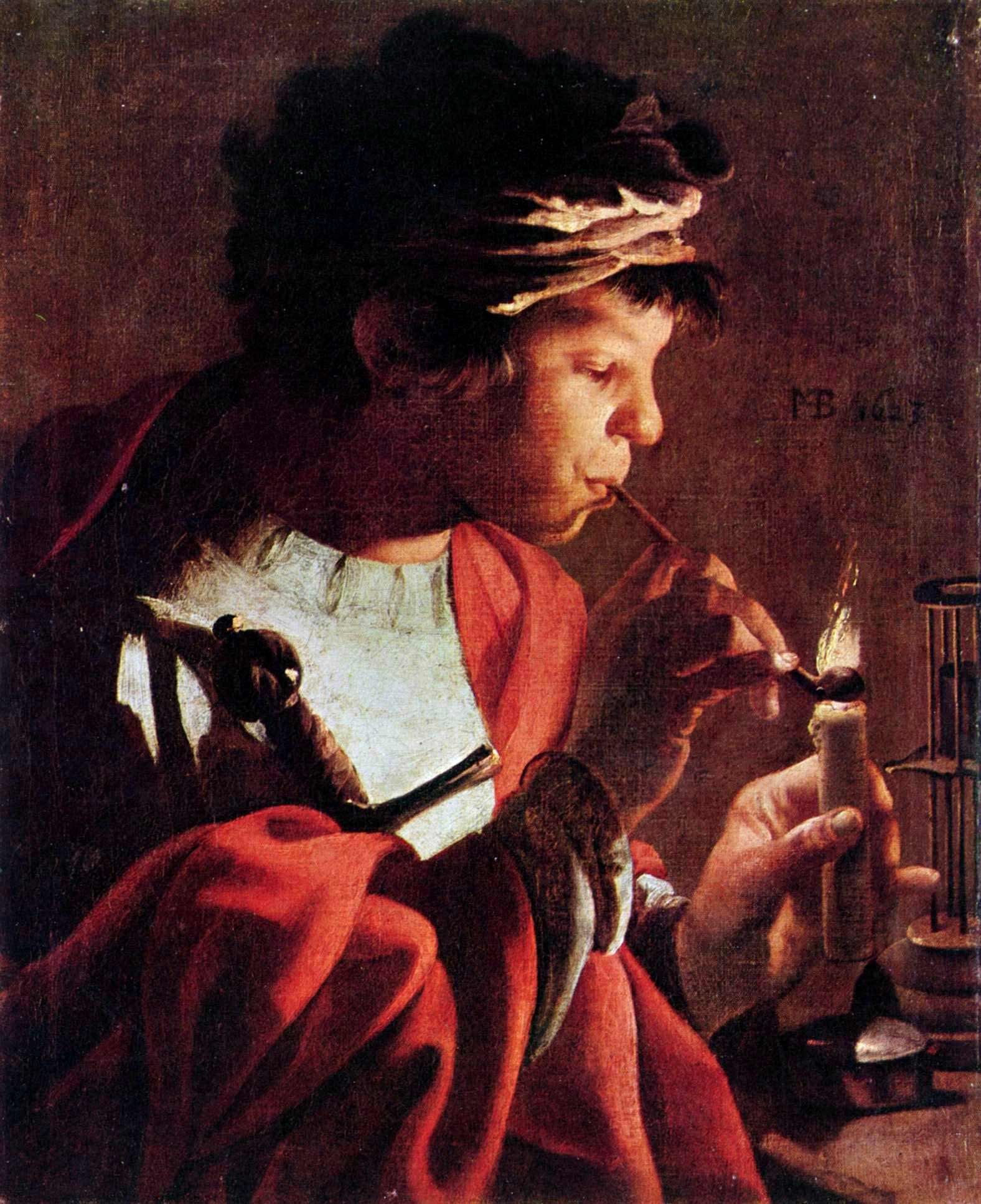
Menino com pífano
Hendrick Jansz Terbrugghen, 1623, óleo sobre tela, 67,6 × 55 cm, Museu István-Dobó, Eger

O caravagismo surgiu como uma reação ao maneirismo, um estilo que foi considerado artificial, muito requintado e intelectual. Caravaggio propôs tomar como modelo a realidade, como as pessoas que encontrava na rua.
A instalação das pinturas de Caravaggio na Capela de São Mateus Contarelli teve um impacto imediato entre os jovens artistas que, provenientes de outras partes da península Itálica, que trabalhando em Roma, encontraram no caravagismo uma tendência a ser seguida por todos artistas.
Os primeiros caravagistas foram Giovanni Baglione (embora sua fase caravagista tenha durado pouco) e o toscano Orazio Gentileschi. Na geração seguinte vieram: o veneziano Carlo Saraceni, o mantuano Bartolomeo Manfredi e o romano Orazio Borgianni. Gentileschi, apesar de ser consideravelmente mais velho, era o único destes artistas que viveram para além de 1620, e acabou como pintor da corte do rei Carlos I da Inglaterra. Sua filha, Artemisia Gentileschi esteve também perto de Caravaggio, e foi a mais talentosa entre os pintores que foram anexados a este movimento, que cresceu em sua forma mais violenta. Naquela época, porém, tanto em Roma e na Itália em geral, não foi Caravaggio, mas Annibale Carracci e sua mistura de elementos da Alta Renascença e do realismo, que acabou vencendo em pleno Barroco.

## Estilo
Os caravagistas pintam quadros paisagistas de grande tamanho, com óleo sobre tela.
Tratam preferencialmente de temas religiosos, principalmente os mais dramáticos e violentos, como na história de Judite e Holofernes, ou o martírio dos santos. No entanto, adotaram uma iconografia realista, tendo os modelos naturais de seus santos e virgens. Poucos elementos foram adicionados na composição, além do personagem central, mas esses elementos (tais como vasos ou cestas) foram considerados muito realistas.
Esta tendência de platéia, que assim pareceu melhor para representar as obras, que incitaram a piedade, fez se tornar um dos primeiros estilos de pinturas da Contrarreforma. O risco, entretanto, viria a cair na vulgaridade excessiva, levando-os a perder o respeito, em parte, as imagens sagradas, o que ocorreu, por exemplo, com algumas das obras de Caravaggio, que foram rejeitadas pelos seus clientes.
Na pintura italiana e espanhola, a luz é de origem indeterminada, em contrapartida, artistas como Georges de La Tour ou a escola de Utrecht, vem de uma fonte particular que aparece na tela. Esta introdução da imagem de uma fonte de iluminação visível é chamada de iluminismo.
As cores predominantes são vermelho, marrom e preto. São aplicadas diretamente, sem esboçar preparatórios ou desenhos, o que em italiano se chama alla prima.

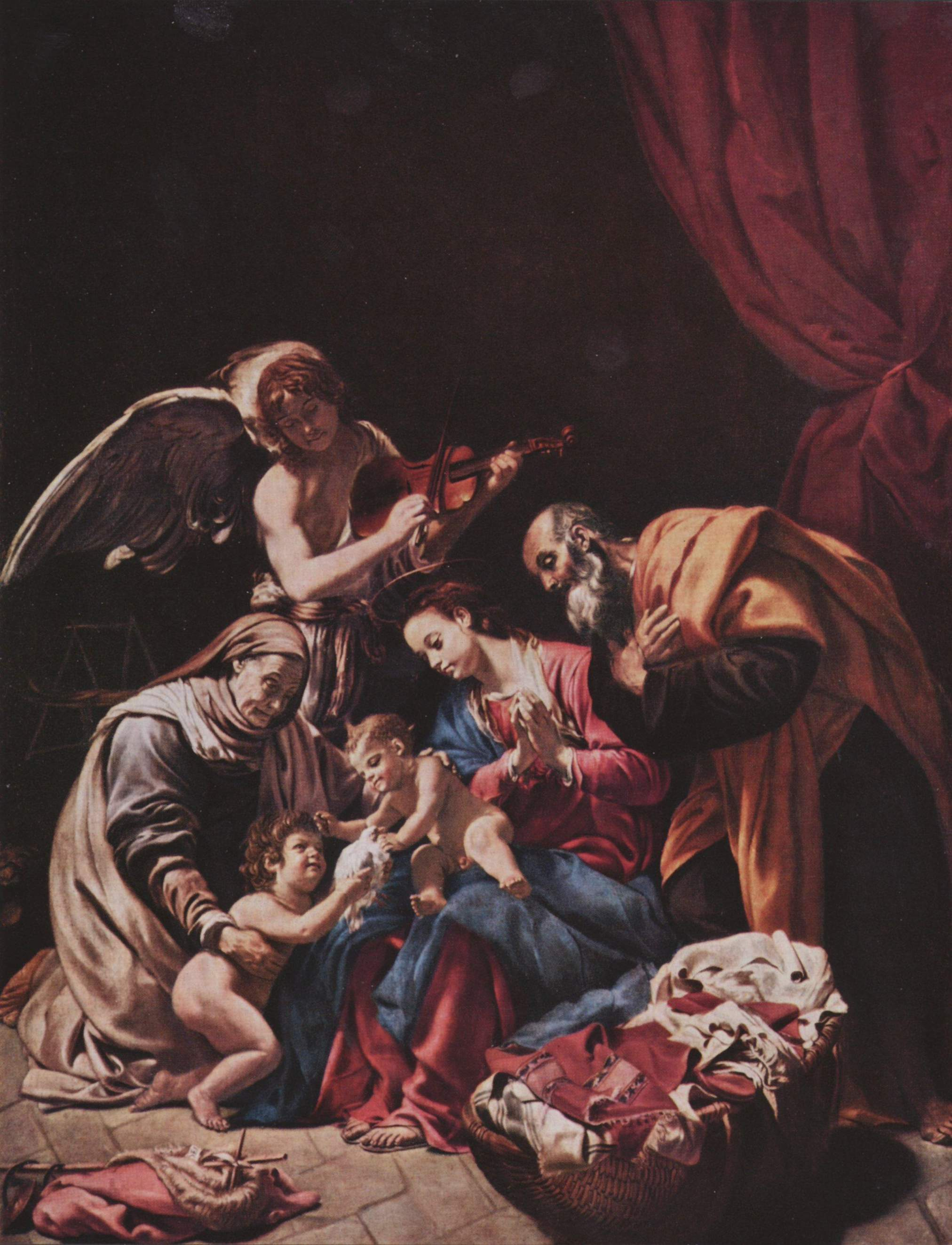
Orazio Borgianni Sagrada Família
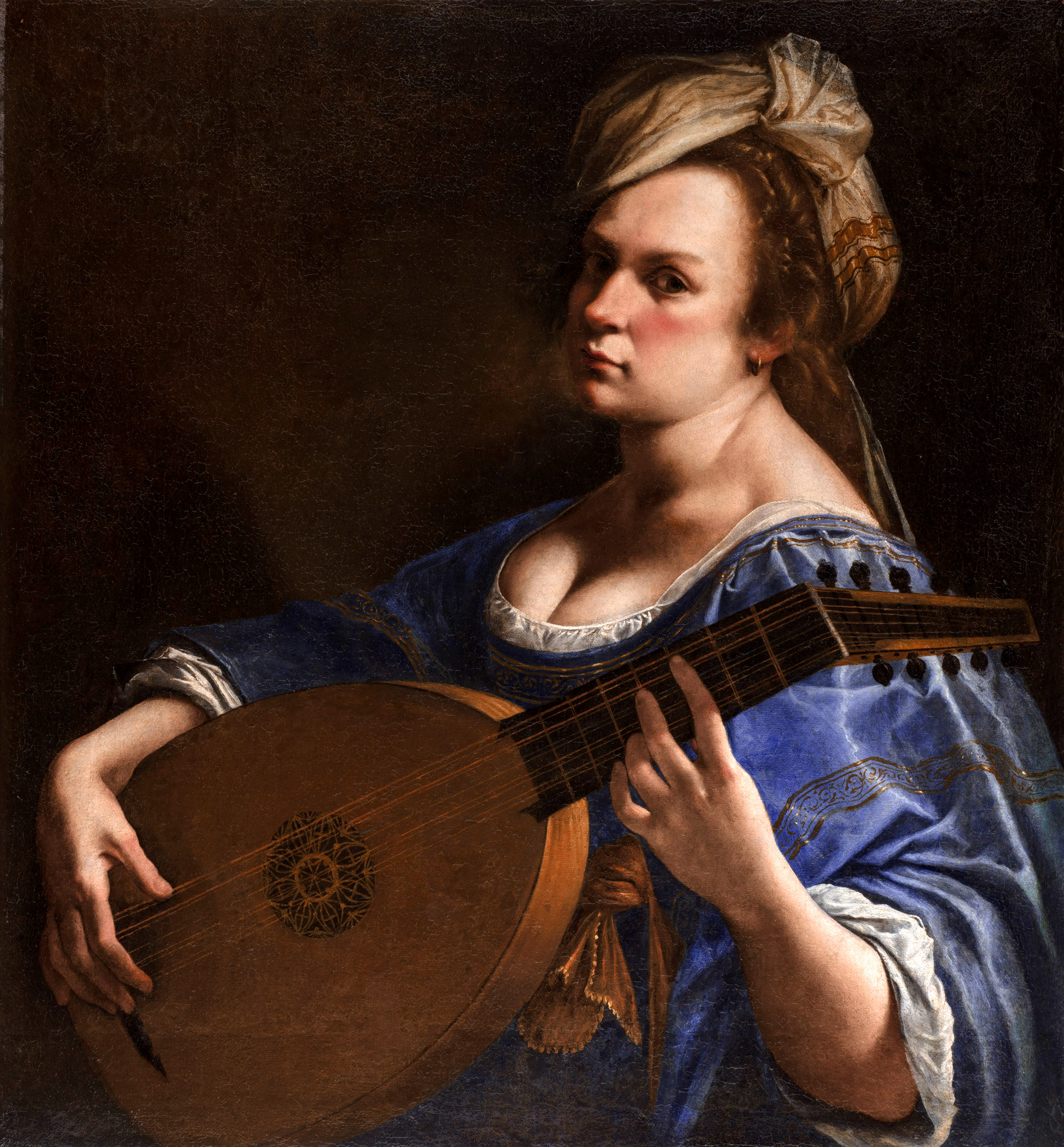
Artemisia Gentileschi Autorretrato como violinista,1615-1617
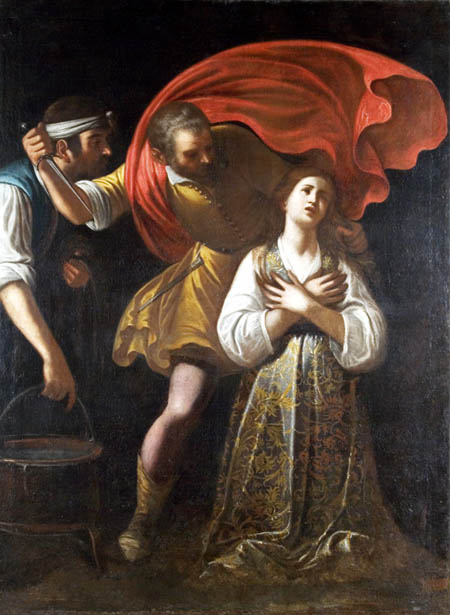
Mario Minniti Martírio de Santa Lucía
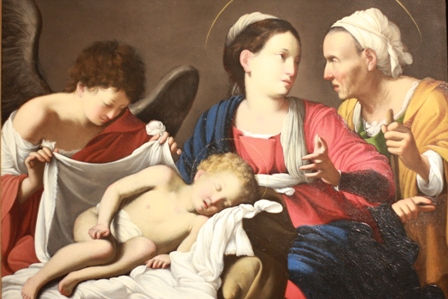
Carlo Saraceni Madonna e a Criança, 1608
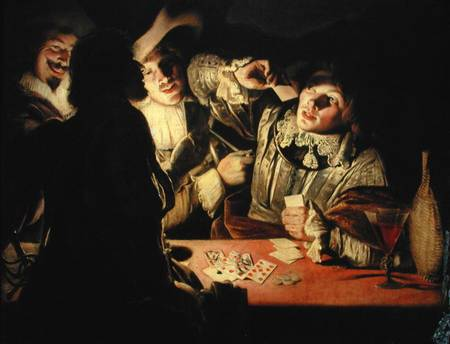
Trophime Bigot Jogadores de Cartas, 1620
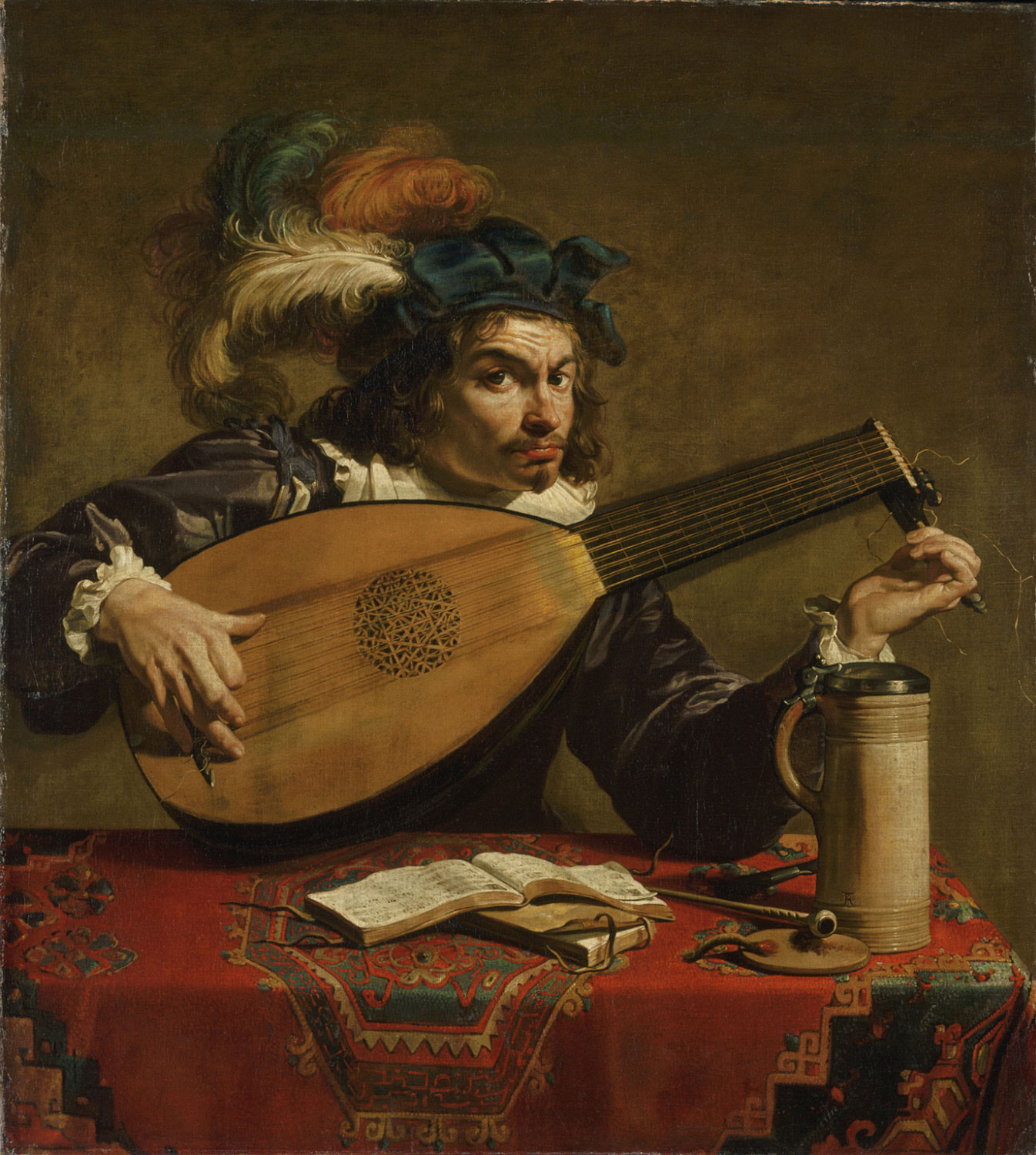
Theodoor Rombouts Violinista, 1620
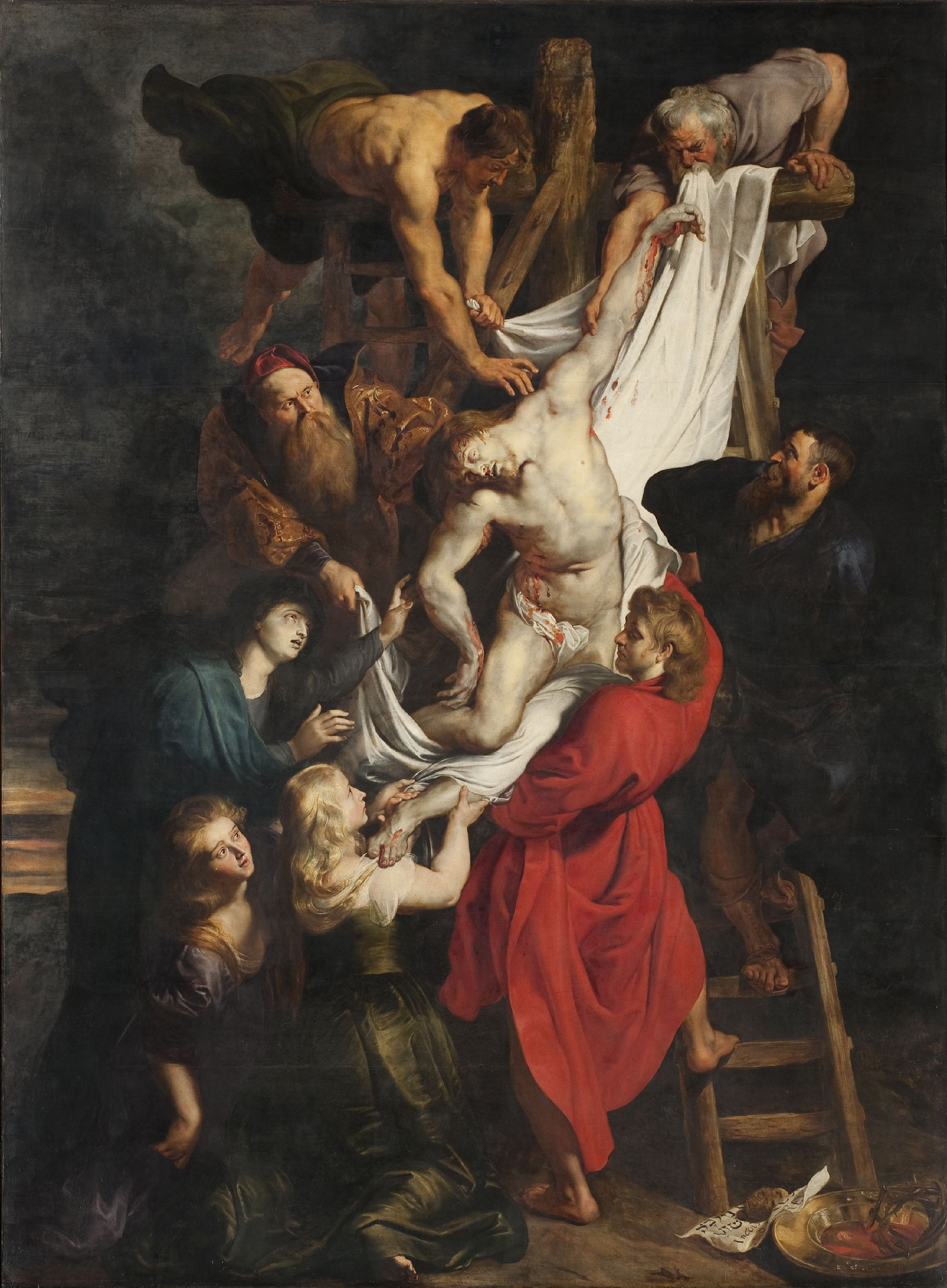
Rubens Descent From The Cross
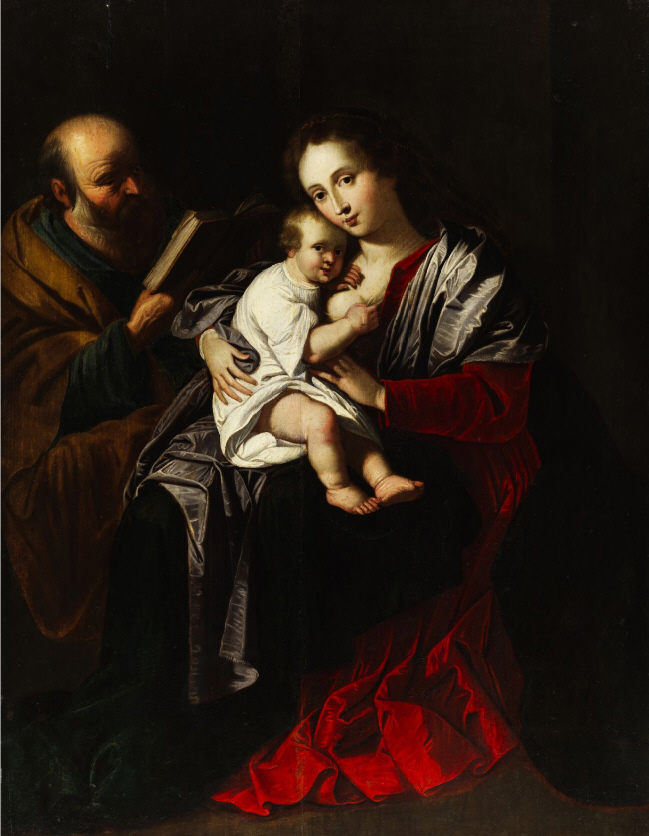
Gerard Seghers Sagrada Família
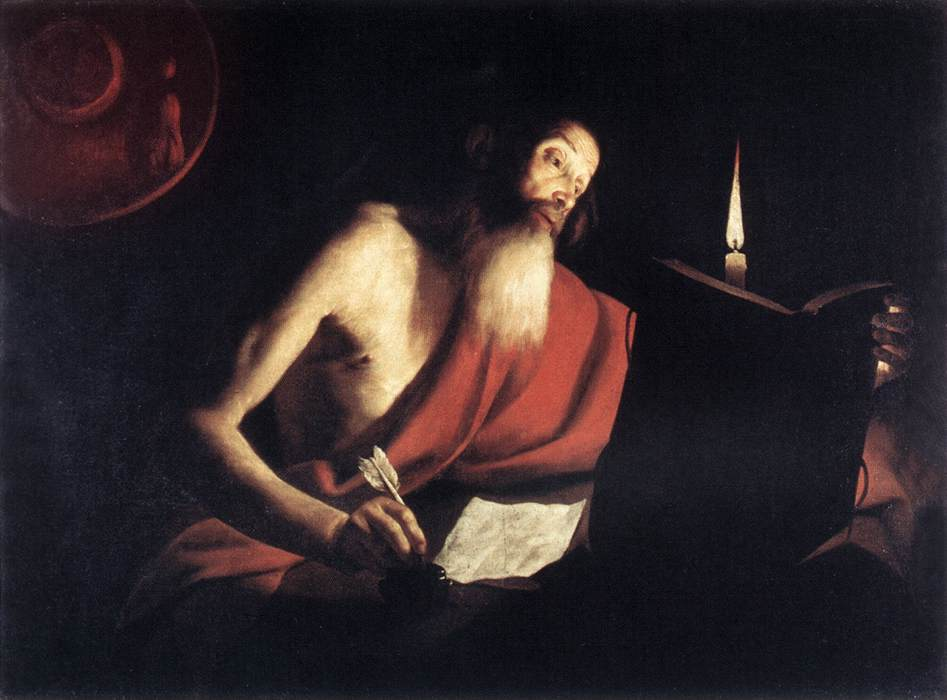
Trophime Bigot São Jerônimo
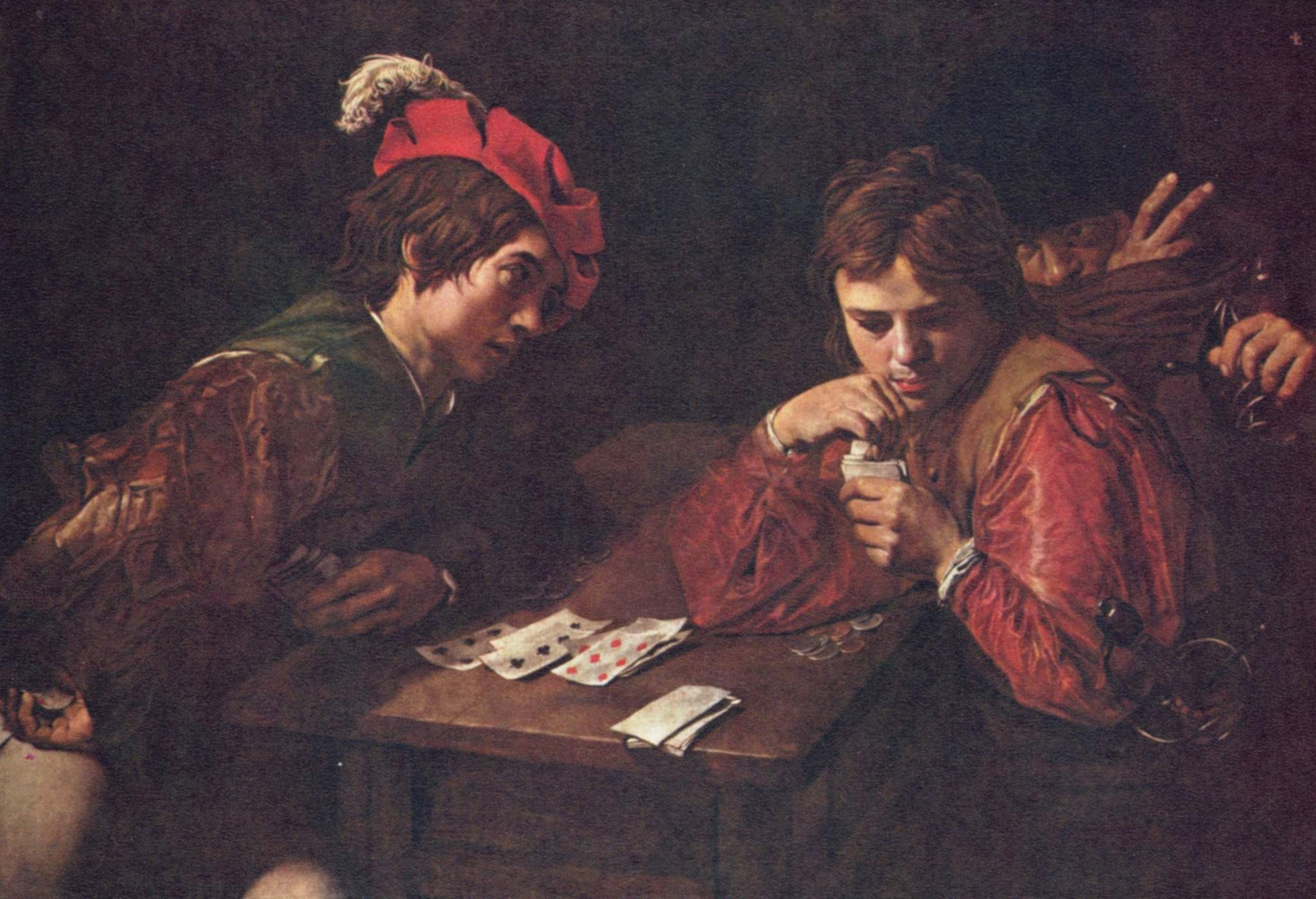
Valentin de Boulogne O bar, 1630
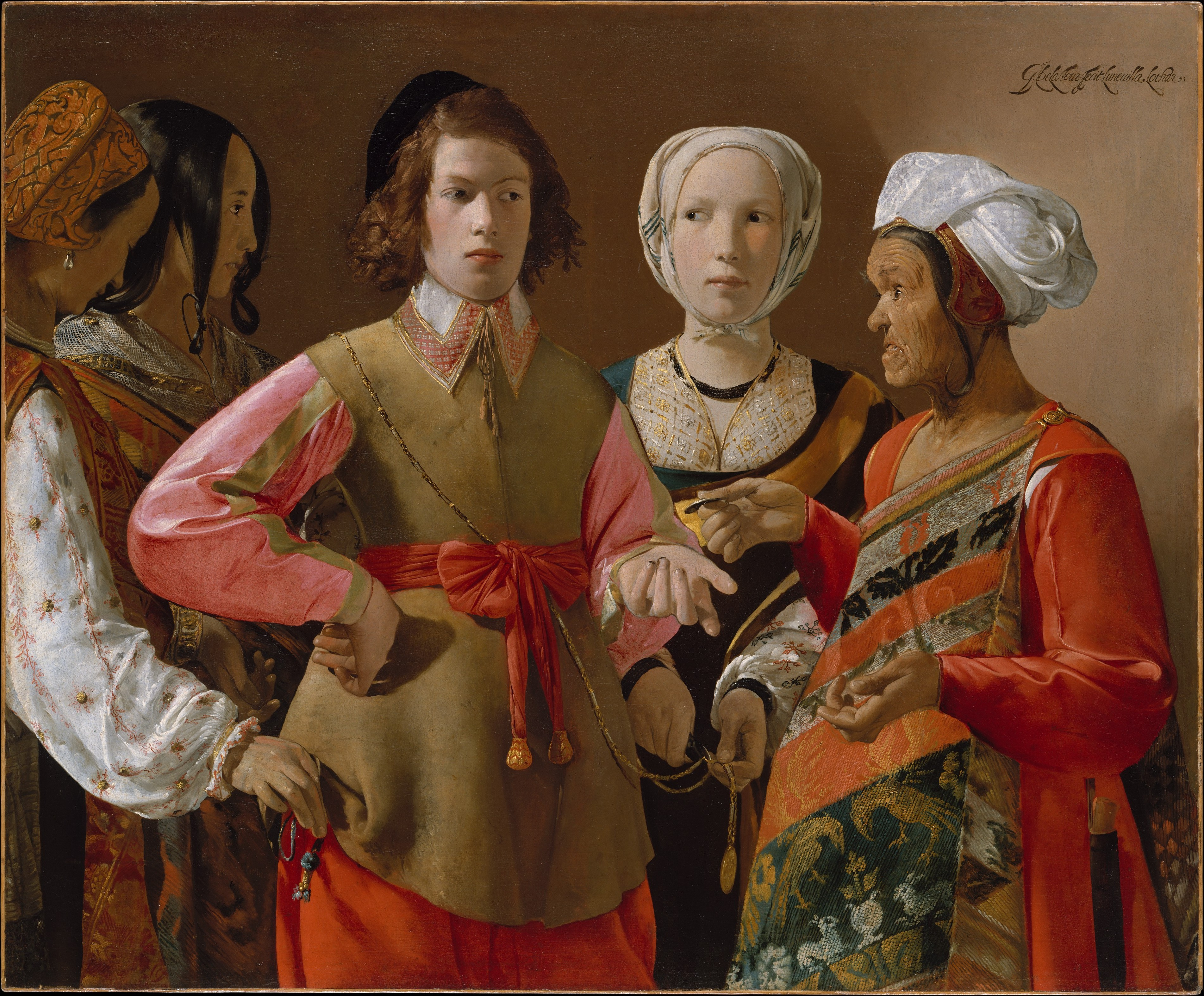
Georges de La Tour Leitora da Sorte, 1630
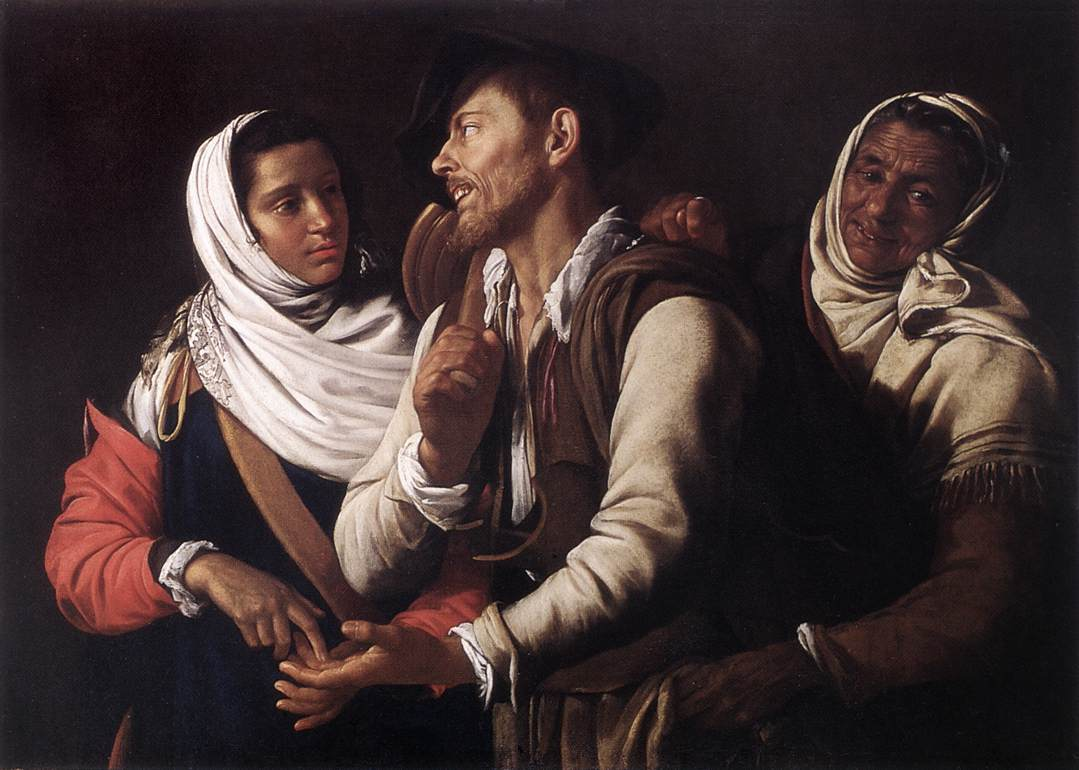
Simon Vouet Leitora da Sorte, 1617

## Lista dos pintores mais famosos de Caravaggio

### Caravagistas italianos
- Orazio Gentileschi
- Bartolomeo Cavarozzi
- Artemisia Gentileschi
- Pietro Novelli
- Bartolomeo Manfredi
- Carlo Saraceni
- Cecco del Caravaggio
- Battistello Caracciolo
- Carlo Sellitto
- Filippo Vitale
- Aniello Falcone
- Giovanni Serodine
- Massimo Stanzione
- Onofrio Palumbo
- Bernardo Cavallino
- Orazio Borgianni
- Cesare Fracanzano[10]
- Mattia Preti
- Giovanni Baglione
- Orazio Riminaldi
- Mario Minniti
- Lionello Spada
- Tanzio da Varallo
- Giuseppe Vermiglio
- Antiveduto Gramatica[11]

### Caravagistas franceses
- Georges de La Tour
- Simon Vouet
- Valentin de Boulogne
- Nicolas Tournier
- Louis Le Nain
- Antoine Le Nain[10]
- Claude Vignon

### Caravagistas espanhóis
- Jusepe de Ribera
- Francisco de Zurbarán
- Bartolomé Esteban Murillo
- Francisco Ribalta
- Juan Bautista Maíno
- Diego Velázquez[10]

### Caravagistas dos Países Baixos
- Gherardo delle Notti (Gerrit van Honthorst)
- Willem van Honthorst
- Hendrick ter Brugghen
- Matthias Stomer
- Gerard Seghers[10]
- Dirck van Baburen
- Jan Van Bijlert
- Jan Gerritsz van Bronckhorst
- Theodoor Rombouts
- Godfried Schalcken
- Peter Wtewael
- Nicolas Régnier